# Louis-Marie-Augustin d'Aumont
Louis-Marie-Augustin d'Aumont de Rochebaron, né le 28 août 1709, mort à Paris, en son hôtel de la place Louis XV, le 15 avril 1782, 5e duc d'Aumont, pair de France, Premier gentilhomme de la Chambre du Roi, lieutenant-général des armées du Roi, chevalier de ses ordres, gouverneur de Boulogne et du pays Boulonnois, gouverneur et grand bailli de la ville de Chauny, etc.

## Biographie
Il est le fils de Louis Marie d'Aumont, 4e duc d'Aumont, pair de France, et de Catherine de Guiscard.

### Officier et premier gentilhomme de la Chambre
Le duc d'Aumont hérita de la charge de Premier gentilhomme de la Chambre du Roi, en 1723.
À ce titre, et avec les trois autres Premiers gentilshommes, le duc de Fleury (à partir de 1741), le maréchal duc de Richelieu (à partir de 1744) et le maréchal duc de Duras (à partir de 1757), il dirigea l'administration des Menus et Plaisirs du roi, où il créa un atelier de taille de pierres dures.
Il fait aussi une carrière militaire avec le grade de Brigadier des armées du Roi (1740), puis de Maréchal de camp (1743) et de lieutenant-général (1747).
Il est gouverneur de Compiègne (1748), gouverneur de Boulogne et du Boulonnais (1751), gouverneur de Montreuil (1761).
Pendant le règne de Louis XVI, il a contribué à diffuser dans les arts le goût à l'antique, en protégeant de jeunes artistes comme les architectes François-Joseph Bélanger et Pierre-Adrien Pâris qu'il a employés à la décoration de son hôtel place Louis XV, ou les bronziers Philippe Caffieri ou Pierre Gouthière.
Il est le beau-père de la Louise-Jeanne de Durfort, duchesse de Mazarin, également réputée pour ses collections d'objets d'art.
Il fut propriétaire de l'hôtel de Valentinois (Passy) , vendu en 1724, de l'hôtel d'Aumont, vendu en 1756, puis de l'hôtel de Crillon, qui sera sa demeure mortuaire. En Picardie, il hérite de sa mère le marquisat et le château de Guiscard.

### Collectionneur
Héritier d'une grande fortune, il est réputé pour son importante collection d’œuvres d'art, faisant la part belle aux arts décoratifs plus qu'à la peinture ou à la sculpture. Cette collection était essentiellement composée de meubles, vases en porcelaine et de pierres dures - porphyre rouge antique, porphyre vert, marbre vert antique, jaspe, albâtre fleuri, etc. - à montures de bronze doré, colonnes antiques...
Cette collection, rassemblée à partir de 1776 en son hôtel particulier place Louis XV (actuellement hôtel de Crillon, place de la Concorde), fut dispersée après sa mort, lors d'une vente publique, à laquelle Louis XVI se porta acquéreur de 51 lots, comprenant pour l'essentiel les plus belles pièces, destinées aux décors du futur Muséum. Marie-Antoinette acheta cinq lots pour son usage personnel. 
Les pièces acquises pour le Muséum furent entreposées pendant dix ans, puis furent retirées des galeries du Louvre pour servir à l'ameublement des résidences des souverains.
Les vestiges de la collection du duc d'Aumont sont aujourd'hui conservés dans quelques collections publiques ou privées : musée du Louvre, Wallace Collection, Metropolitan Museum of Art, etc.
Les boiseries de l'hôtel d'Aumont, devenu par la suite hôtel de Crillon, sculptées sur des dessins de l'architecte Pierre-Adrien Pâris, ont été démontées au moment de la transformation en hôtel de voyageurs par Walter-André Destailleur, en 1906. Les boiseries du grand salon, du petit salon et de la grande salle à manger ont été remontées à l'hôtel de La Tour d'Auvergne (actuelle ambassade du Chili), celles du boudoir et de la petite salle à manger ont été acquises par la famille de Susan Dwight Bliss. Elles sont aujourd'hui conservées au Metropolitan Museum of Art et à Middlebury College.

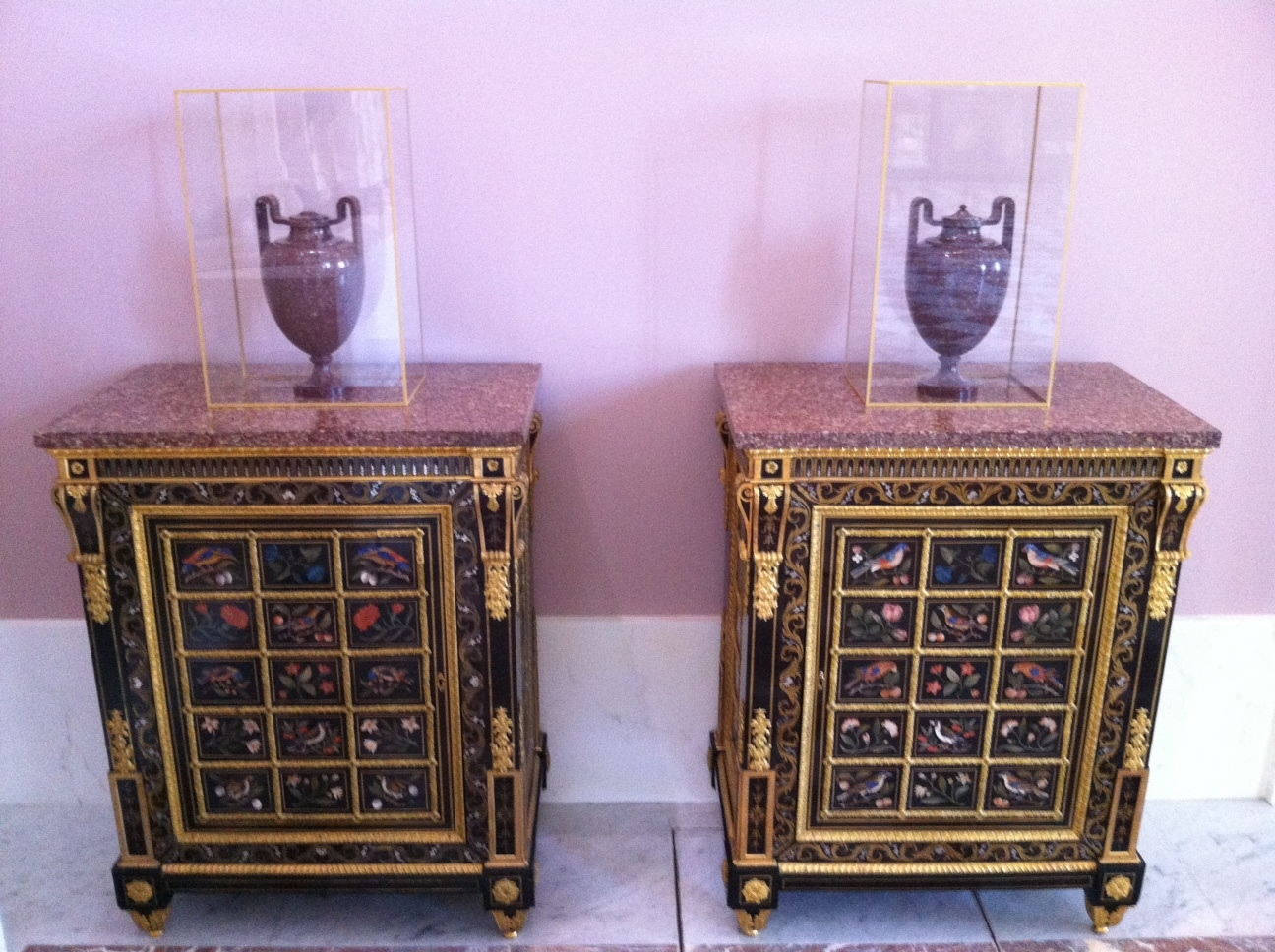
J. Baumhauer, paire de cabinets à marqueterie de pierres dures, v. 1770, Musée du Louvre (OA 5448-5449).

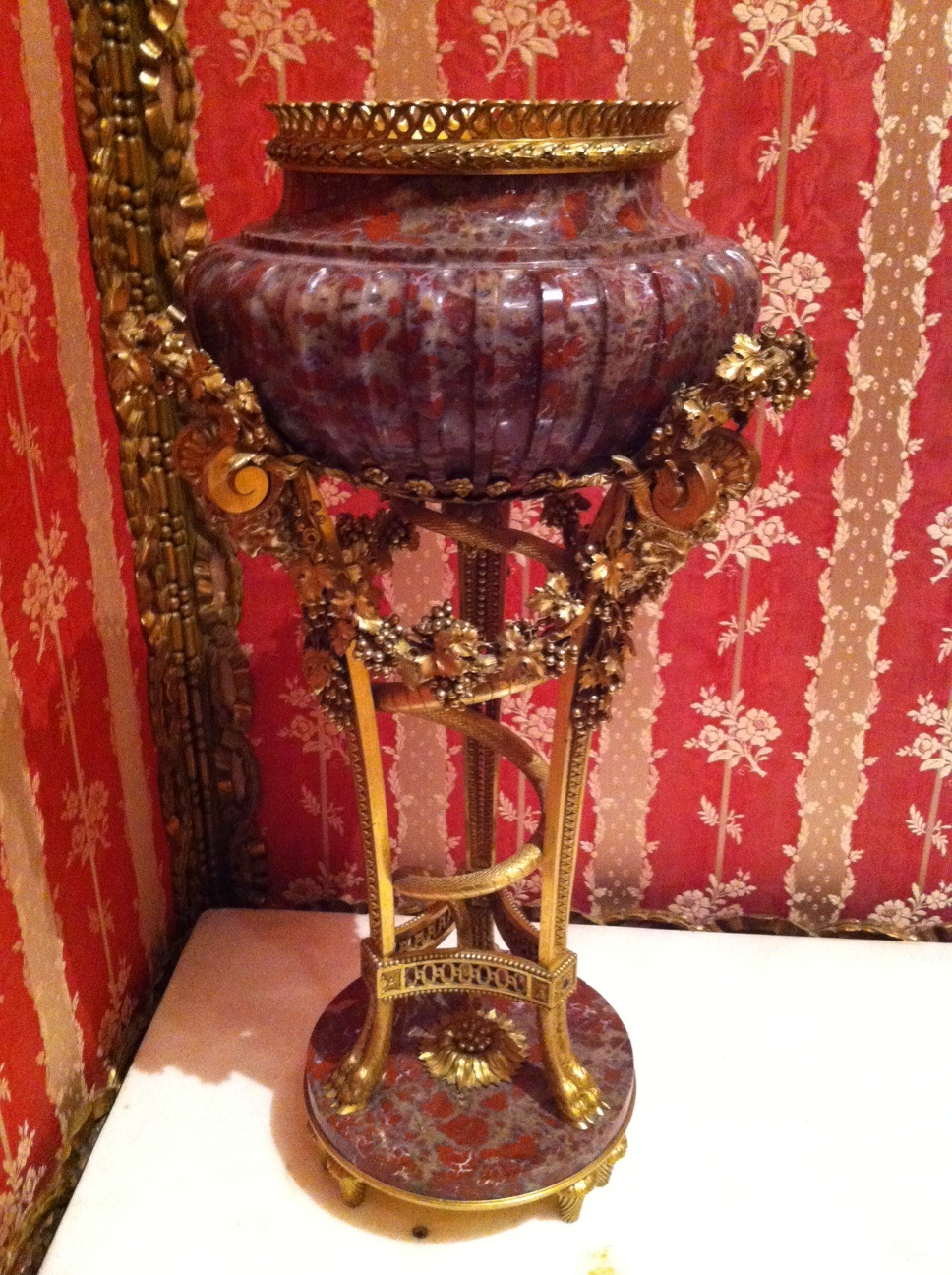
P. Gouthière, brûle-parfum en forme de cassolette de jaspe rouge et bronze doré, v. 1774-1775, Wallace Collection (F292).

Parmi les œuvres et boiseries subsistantes : 
- J. Baumhauer, paire de cabinets à marqueterie de pierres dures, v. 1770, Musée du Louvre (OA 5448-5449)
- J.-Fr. Bélanger et P.-P. Thomire, colonne et vase de porphyre à monture de bronze doré, v. 1780, Metropolitan Museum (1971.206.44)
- J. Ducrollay, tabatière en or et émail, v. 1743-1744, Wallace Collection (G4)
- P. Gouthière, brûle-parfum en forme de cassolette de jaspe rouge et bronze doré, v. 1774-1775, Wallace Collection (F292)
- P. Gouthière, colonne de marbre africain à monture de bronze doré, v. 1780, Musée du Louvre (MR XI 1248)
- P. Gouthière, paire de vase de porphyre à monture de bronze doré, v. 1780, Musée du Louvre (MR 2825, MR 2826)
- P. Gouthière et Fr. Rémond, paire de vases céladon, pied de porphyre rouge antique et monture de bronze doré, v. 1775-1780, Musée du Louvre (OA 5514, OA 5514 bis)
- P. Gouthière (attrib. à), paire de colonnes d'albâtre antique fleuri à monture de bronze doré, v. 1780, Musée du Louvre (MR XI 1321, MR XI 1322)
- P. Gouthière (attrib. à) colonne de porphyre antique à chapiteau de bronze doré, v. 1780 (MR 1077)
- P. Gouthière (attrib. à) colonne de marbre jaune antique à chapiteau de bronze doré, v. 1780, Musée du Louvre (MR 1252)
- Ch. Guillemain, paire de vases de porphyre à têtes de boucs, v. 1762-1764, Musée du Louvre, (MR 2863-2864)
- P.-A. Pâris, grand salon de l'hôtel d'Aumont, v. 1777-1780, remonté à la villa Ephrussi de Rothschild
- P.-A. Pâris, petit salon et salle à manger de l'hôtel d'Aumont (ou hôtel de Crillon), v. 1777-1780, remontés à l'hôtel de La Tour d'Auvergne (Ambassade du Chili)
- P.-A. Pâris, boudoir de l'hôtel d'Aumont (ou hôtel de Crillon), "Crillon Room", v. 1777-1780, Metropolitan Museum (44. 128)
- P.-A. Pâris, salle à manger privée de l'hôtel d'Aumont (ou hôtel de Crillon), v. 1777, Middlebury College, Vermont (0.115)
- P.-A. Pâris, Les dessins du salon, de la salle à manger et de la chambre à coucher, BM de Besançon
- paire de tables-consoles en bois doré et marbre blanc, v. 1775-1780, Musée du Louvre (OA 9461)
- paire de vases de marbre serpentin à montures de sirène et faunesse et de têtes de boucs de bronze doré, v. 1775-1780, Musée du Louvre (OA 5178-OA5179)
- vase œuf en porcelaine du Japon monté en pot-pourri, v. 1670-1690 et 1770 (OA 5488)

### Franc-maçon
Il a été le vénérable de la loge de Bussy-Aumont. Cette loge aurait commencé à exister dès 1732, mais elle a demandé des constitutions à la Grande Loge que présidait J. H. MacLean. Derwentwater. qui avait remplacé MacLean et les officiers de la Grande Loge installèrent la loge chez Landelle « à l'Hôtel rue de Bussy ». La loge de Bussy est considérée comme régulière à partir du 29 novembre 1736. Le 7 février 1737, elle a comme vénérable maître à sa fondation Louis Collins, peintre du roi. Une délégation de la loge a reçu de Derwentwater une patente constitutive le 14 février 1737 en remplacement de la patente provisoire. Le duc d'Aumont est maître dans cette loge dès avril 1737 et il a dû être vénérable peu de temps après sa réception. On ne sait pas à quelle date la loge de Bussy a pris le nom de Bussy-Aumont. Le duc d'Antin a été élu grand maître en 1738. Louis de Bourbon-Condé (1709-1771) lui a succédé comme « Grand Maître de toutes les loges régulières de France » en 1743.

### Mariage et descendance
Il épouse le 23 avril 1727 Victoire Félicité de Durfort Duras (1706-1753), fille de Jean-Baptiste de Durfort, duc de Duras, maréchal de France, et de Angélique Victoire de Bournonville. Elle était veuve en premières noces, sans enfant, de Jacques de Fitz-James, deuxième duc de Fitz-James.
Dont :
- Louis d'Aumont (3 avril 1729 - 1er janvier 1731) ;
- Jeanne Louise Constance d'Aumont (Paris, 11 février 1731 - Versailles, 1er octobre 1816), mariée avec Gabriel Louis François de Neufville, duc de Villeroy, pair de France, lieutenant général des armées du Roi, gouverneur de Lyon, chevalier des ordres du Roi (1731-1794), sans postérité ;
- Louis Marie Guy d'Aumont, 6e duc d'Aumont, pair de France (5 août 1732 - château de Guiscard, 20 octobre 1799), marié en 1747 avec Louise Jeanne de Durfort de Duras, duchesse de Mazarin, sa cousine (1735-1781). Dont postérité : leur fille Louise d'Aumont (1759-1826) épouse en 1777 Honoré IV, prince de Monaco, dont postérité ;
- Louis Alexandre Céleste d'Aumont, duc de Villequier, 7e duc d'Aumont, (Paris, 4 août 1736 - château de Villequier-Aumont, 15 août 1814), marié en 1759 avec Félicité Louise Le Tellier de Courtanvaux (1736-1768), dont postérité.